# Raucoules
Raucoules település Franciaországban, Haute-Loire megyében. Lakosainak száma 947 fő (2022. január 1.). Raucoules Dunières, Lapte, Montfaucon-en-Velay, Montregard és Saint-Pal-de-Mons községekkel határos.

## Népesség
A település népessége az elmúlt években az alábbi módon változott:
| Lakosok száma | 675  | 588  | 684  | 832  | 903  | 911  | 923  | 940  | 941  | 947  |
|               | 1968 | 1982 | 1990 | 2006 | 2013 | 2015 | 2017 | 2019 | 2020 | 2022 |